# Małgorzata Frąckiewicz
Małgorzata Krystyna Frąckiewicz (ur. 6 stycznia 1966 w Rutkach-Kossakach) – polska językoznawczyni polonistyczna, badaczka gwary łomżyńskiej, popularyzatorka genealogii i onomastyki, działaczka społeczna, wykładowczyni akademicka.

## Życiorys
W 2003 roku uzyskała stopień naukowy doktora na Wydziale Filologicznym Uniwersytetu w Białymstoku na podstawie pracy pt. Semantyka i składnia czasowników myślenia w łomżyńskich tekstach gwarowych. W latach 1999–2022 pracowała na stanowisku adiunkta w Zakładzie Współczesnego Języka Polskiego Uniwersytetu w Białymstoku. W latach 2012–2022 wykładała język polski i fonetykę pastoralną w Wyższym Seminarium Duchownym w Łomży.
Od 2017 roku jest wiceprezesem Łomżyńskiego Towarzystwa Naukowego im. Wagów w Łomży, a od roku 2019 prezesem Polskiego Towarzystwa Historycznego Oddział w Łomży.

## Działalność popularyzatorska
Prowadzi działalność popularyzatorską skupioną wokół tożsamości i niematerialnego dziedzictwa mieszkańców dawnej ziemi łomżyńskiej i mazowiecko-podlaskiego pogranicza. Założyła białostocko-łomżyńską Grupę Genealogiczną Skąd nasz ród?. Jest pomysłodawczynią i moderatorką naukową strony internetowej name.lomza.pl – internetowego archiwum opracowań naukowych poświęconych historycznej ziemi łomżyńskiej oraz wiskiej. Realizuje autorskie warsztaty onomastyczno-genealogiczne dla młodzieży i dorosłych.

## Odznaczenia
- Nagroda Prezydenta Łomży za szczególne dokonania w dziedzinie kultury w roku 2015[8]
- Złota Odznaka Honorowa za Zasługi dla Związku Sybiraków w roku 2016
- Medal Komisji Edukacji Narodowej Nr 159625 – za szczególne zasługi dla oświaty i wychowania – w roku 2017[9]
- Nagroda Glogera – wyróżnienie i medal za działalność badawczo-organizacyjną w zakresie badań języka regionu łomżyńskiego – w roku 2018[10]
- Odznaka honorowa Zasłużony dla Kultury Polskiej – MKiDN w roku 2020[11]
- Honorowa odznaka ŁTN-u im. Wagów w Łomży w roku 2021[12]
- Złoty Krzyż Zasługi nadany w roku 2021[13]
- Honorowa odznaka Województwa Podlaskiego za działalność w dziedzinie kultury – w roku 2022[14]
- Nagroda Marszałka Województwa Podlaskiego w roku 2022[15]
- Finalistka Nagrody POLIN w roku 2023[16]
- Nagroda Starosty Łomżyńskiego za Promocję Powiatu w roku 2024[17]

## Publikacje
- Łomżyńskie teksty gwarowe. Cz. 2, 1999, ISBN 8386175060.
- Semantyka i składnia czasowników myślenia w łomżyńskich tekstach gwarowych, 2007, ISBN 9788386175239.
- Słownik nazwisk łomżan (XV-XIX w.), 2016, ISBN 9788365668028.
- Kroniczka kuleskiego plebana. Historia parafii w Kuleszach Kościelnych (edycja tekstu), 2017, ISBN 9788365668035.
- Kroniczka jedwabińska. Historia parafii w Jedwabnem (edycja tekstu), 2019, ISBN 9788365668127.
- Księga pamięci gminy żydowskiej w Łomży, 2019, ISBN 9788395417368.
- Księga pamięci gminy żydowskiej w Jedwabnem, 2019, ISBN  9788365668257.
- Rody i rodziny Mazowsza i Podlasia. Źródła do badań genealogicznych, 2019, ISBN  9788365668042.
- Antroponimia Żydów łomżyńskich, 2020, ISBN 9788396002303.
- Prawosławni łomżyńscy. Opracowanie ze słownikiem nazwisk, 2020, ISBN 9788365668172.
- Słownik nazwisk mieszkańców parafii Wysokie Mazowieckie (XVIII-XIX wieku), 2021, ISBN 9788395835551.
- Przewodnik genealogiczny. Polsko-angielski po źródłach genealogicznych dla osób poszukujących łomżyńskich przodków w Polsce i w Stanach Zjednoczonych, 2022, ISBN 9788365668240.
- Księga-album pamięci gminy żydowskiej w Białymstoku, 2022, ISBN 9788365668226.
- Księga łomżyńskich emigrantów (XIX/XX w.) Biografie. Materiały i opracowania, 2022, ISBN 9788365668233.